# Benjamin Williams Leader

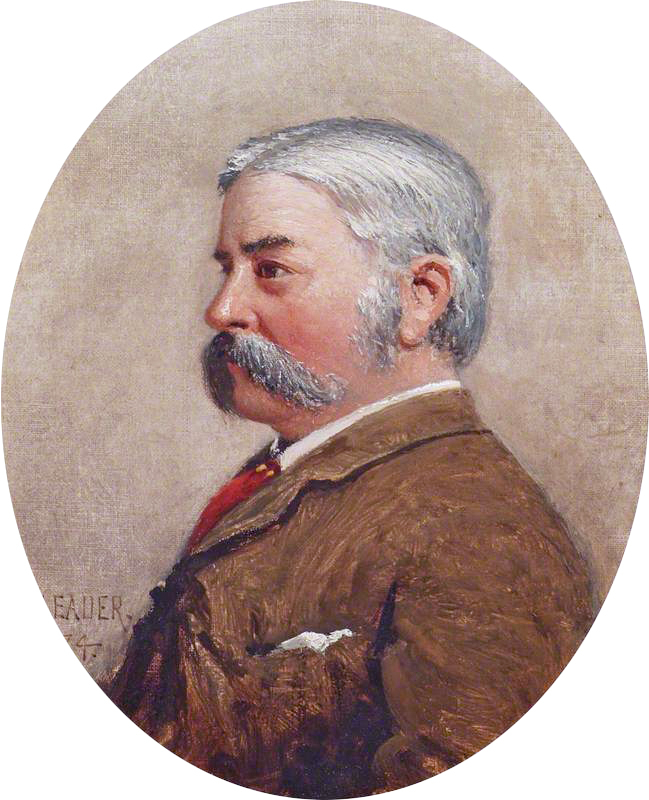
Selbstbildnis (1884)

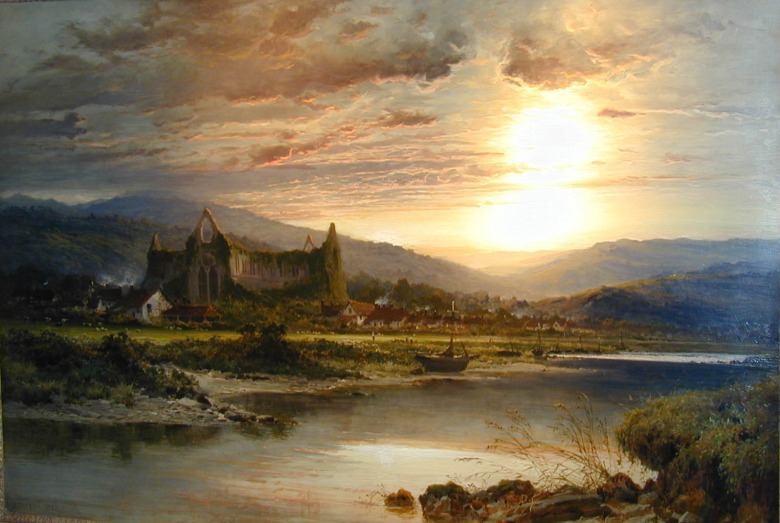
Tintern Abbey

Benjamin Williams Leader (eigentlich Benjamin Leader Williams) RA (* 12. März 1831 in Worcester; † 22. März 1923 in Surrey) war ein englischer Landschaftsmaler. Sein Werk umfasst hauptsächlich Ansichten aus Worcestershire, Wales und Surrey sowie von der Themse, außerdem aus Schottland, wo er sich im Laufe seines Lebens etliche Male aufhielt.

## Leben
Leader besuchte die Royal Grammar School Worcester. Anschließend arbeitete er als Zeichner im Ingenieurbüro seines Vaters, der ein begeisterter Hobbymaler war, und den er oft auf seinen Exkursionen zum Fluss Severn begleitete. Außerdem belegte er in dieser Zeit Abendkurse an der Worcester School of Design.
Ab 1854 besuchte Leader die Royal Academy of Arts in London, wo er sich in seiner freien Zeit schon ausgiebig der Landschaftsmalerei widmete. Bereits nach einem Jahr wurde sein Bild Cottage Children blowing bubbles von der Academy zur Ausstellung zugelassen; ein amerikanischer Kunstliebhaber zahlte später dafür die beachtliche Summe von £50. Von dieser Zeit an war Leader bis 1922 jeden Sommer mit seinen Arbeiten auf den Ausstellungen der Academy vertreten.
Ohne sein Studium zu beenden, hatte Leader schon wenige Jahre nach seinem ersten verkauften Bild zunehmenden kommerziellen Erfolg. Viele seiner besten Bilder kamen dabei über den Kunsthandel direkt in den Besitz privater Kunstsammler und wurden niemals öffentlich gezeigt. Zu den zu seinen Lebzeiten bekanntesten Werken gehören: In the Evening there shall be light und February Fill Dyke.
Ab 1898 war Leader Vollmitglied der Royal Academy of Arts.